# Roman Tarnawski
Roman Tadeusz Tarnawski (ur. 26 marca 1941 we Lwowie, zm. 7 października 2020) – polski biochemik, prof. dr hab.

## Życiorys
Obronił pracę doktorską, następnie uzyskał stopień doktora habilitowanego. 22 października 1998 nadano mu tytuł profesora w zakresie nauk medycznych. Był kierownikiem w Katedrze Biochemii na Wydziale Lekarskim w Zabrzu Śląskiej Akademii Medycznej w Katowicach. 
Zmarł 7 października 2020.

## Odznaczenia i wyróżnienia
- Medal Komisji Edukacji Narodowej[1].
- Złoty Krzyż Zasługi[1].
- Srebrny Krzyż Zasługi[1].
- Nagroda Rektora ŚAM za działalność naukową i dydaktyczną (wielokrotnie)[1].